# Scuderia Toro Rosso
Scuderia Toro Rosso a fost o echipă de Formula 1 care s-a format în 2005 când compania Red Bull a cumpărat pachetul majoritar de acțiuni al echipei Minardi. Înainte de sezonul 2020, echipa s-a redenumit în Scuderia AlphaTauri.

## Istoric
Urmare a debutului fructuos al echipei Red Bull în 2005, compania mamă a decis să finanțeze o a doua echipă, ocazia ivindu-se în momentul în care Paul Stoddart a anunțat că echipa sa, Minardi, este de vânzare. Astfel Red Bull a cumpărat Minardi, redenumind-o Scuderia Toro Rosso, numele echipei provenind de la traducerea în italiană a numelui Red Bull Racing Team.
Debutul a avut loc în Marele Premiu al Bahrainului din 2006 cu piloții Vitantonio Liuzzi și Scott Speed. Primul a reușit și primul punct al noii echipe după ce a terminat pe locul opt în Marele Premiu al Statelor Unite ale Americii.
O particularitate a echipe în decursul sezonului de debut a fost faptul că a folosit motoare Cosworth în configurația V10 în ciuda faptului ca federația impusese regula V8. Acest avantaj a fost moștenit de pe urma semnării unui acord special între FIA și Minardi.

## Palmares în Formula 1
| Sezon | Piloți                                                                                              | Șasiu            | Motor                  | Puncte | Loc |
| ----- | --------------------------------------------------------------------------------------------------- | ---------------- | ---------------------- | ------ | --- |
| 2019  | Daniil Kveat (toate) Alexander Albon (12 etape) Pierre Gasly (9 etape)                              | STR14            | Honda RA619H           | 85     | 6   |
| 2018  | Pierre Gasly (toate) Brendon Hartley (toate)                                                        | STR13            | Honda RA618H           | 33     | 9   |
| 2017  | Daniil Kveat (1-14, 17) Carlos Sainz Jr. (1-16) Pierre Gasly (15-16, 18-20) Brendon Hartley (17-20) | STR12            | Toro Rosso             | 53     | 7   |
| 2016  | Max Verstappen (1-4) Carlos Sainz Jr. (toate) Daniil Kveat (5-21)                                   | STR11            | Ferrari 060            | 63     | 7   |
| 2015  | Max Verstappen (toate) Carlos Sainz Jr. (toate)                                                     | STR10            | Renault Energy F1-2015 | 67     | 7   |
| 2014  | Jean-Éric Vergne (toate) Daniil Kveat (toate)                                                       | STR9             | Renault Energy F1-2014 | 30     | 7   |
| 2013  | Daniel Ricciardo (toate) Jean-Éric Vergne (toate)                                                   | STR8             | Ferrari Type 056       | 33     | 8   |
| 2012  | Daniel Ricciardo (toate) Jean-Éric Vergne (toate)                                                   | STR7             | Ferrari Type 056       | 26     | 9   |
| 2011  | Sébastien Buemi (toate) Jaime Alguersuari (toate)                                                   | STR6             | Ferrari 056            | 41     | 8   |
| 2010  | Sébastien Buemi (19 curse) Jaime Alguersuari (19 curse)                                             | Toro Rosso STR5  | Ferrari 056            | 13     | 9   |
| 2009  | Sébastien Buemi (17 curse) Sébastien Bourdais (9 curse) Jaime Alguersuari (8 curse)                 | Toro Rosso STR4  | Ferrari 056            | 8      | 10  |
| 2008  | Sébastien Bourdais (18 curse) Sebastian Vettel (18 curse)                                           | Toro Rosso STR2B | Toro Rosso STR3        | 39     | 6   |
| 2007  | Vitantonio Liuzzi (17 curse) Scott Speed (10 curse) Sebastian Vettel (7 curse)                      | Toro Rosso STR2  | Ferrari 056 V8         | 8      | 7   |
| 2006  | Vitantonio Liuzzi (18 curse) Scott Speed (18 curse)                                                 | Toro Rosso STR1  | Cosworth V10           | 1      | 9   |